# Carnia (stacja kolejowa)
Carnia (włoski: Stazione di Carnia) – stacja kolejowa w Carni, w gminie Venzone, w regionie Friuli-Wenecja Julijska, we Włoszech. Znajdują się tu 2 perony.
Stacja została otwarta w dniu 18 grudnia 1876, wraz z otwarciem linii Gemona - Udine.